# Паранагуа
Паранагуа (порт. Paranaguá) — муниципалитет в Бразилии, входит в штат Парана. Составная часть мезорегиона Агломерация Куритиба. Входит в экономико-статистический микрорегион Паранагуа. Население составляет 157 378 человек на 2021 год. Занимает площадь 826,652 км². Плотность населения — 161,6 чел./км².

## История
Гранде Мар Редондо на языке тупи-гуарани. Так индейцы называли прекрасную бухту — Пернагуа, Парнагуа, Паранагуа. Заселение побережья Параны началось примерно в 1550 году на острове Котинга, служившем скорее ориентиром в процессе исследований и поисков золота.
Два десятилетия спустя первопроходцы во главе с Домингушем Пенедой, уроженцем Сан-Паулу, которого боялись и называли «Регуло-э-Матадор», считавшимся основателем деревни, завоевали левый берег реки Тагуаре (Итибере), населенный коренными жителями. Карихо.
Привлеченные известием о существовании золота, которое, как предполагалось, существовало в так называемых землях Сант-Ана, к югу от капитанства Сан-Висенте, винсентиане и хананеи активизировали навигацию в поисках богатств, которые, возможно, могла предложить эта территория.
В 1550-х годах через Арарапиру и Суперагуи, проникая и плавая в обширной и красивой бухте Паранагуа, винсентианские каноэ пристали к острову Котинга, недалеко от материка. Удивленные, увидев вокруг себя множество жилищ индейцев карихо, и, возможно, опасаясь, что они могут выдать его, они направились к острову Котинга, к краю пропасти, отделяющей его от Илья-Расы, где они и начали свои жилища.
Первое поселение было на острове Котинга, затем они перебрались на то место на берегу, где оно находится сейчас, возможно, потому, что они нашли землю более подходящей для образования поселения, песчаную, с красивой равниной, где они нашли источник родная вода и предлагает реке Тагуаре безопасную якорную стоянку, защищенную от ветров и пиратов в ее бухтах.
Жители Котинги исследовали впадины, реки и сертоэс, окружающие залив, и, наконец, обнаружили промывочное золото в различных реках, которые позже были названы рекой Алмейдас, рекой Коррейас, рекой Гуарагуасу и стали известны как рудники Паранагуа.
Хорошие отношения дружбы и обмена с карихос спровоцировали процесс заселения островов, устьев рек, котловин.
Весть о появлении золота вскоре распространилась за пределы слитков. Другие бенгальские огни без промедления отправились в путь, присоединившись к группам, возившимся со сковородками.
С 1554 года Сантос уже вел свою морскую торговлю с портом Паранагуа, забирая спасенные инструменты, крючки и фермы, которые они обменивали на хлопок, который выращивали и собирали индейцы карихо, а из Рио-де-Жанейро также была некоторая торговля.
С 1549 по 1556 год доблестные миссионеры-иезуиты уже путешествовали через труднопроходимые пустоши Игуапе, Кананеи и Паранагуа к плато Серра-ду-Мар. Мученичество и смерть иезуитов Педро Коррейи и его товарища по миссии произошли в 1556 году на склонах той же Серра-ду-Мар, когда они возвращались из опасной глубинки Карихо.
Португалия и ее колонии перешли под власть Испании, а Пернагуа обозначен на картах как Байя-де-ла-Корона-де-Кастилья — затерянное место между Рио-де-Жанейро и Рио-де-ла-Плата. Город растет, строится ратуша, становится деревней с позорным столбом и присяжным нотариусом. В 1640 году прибыл капитан Провайдер Габриэль де Лара и дворянская семья, получившая военное управление.
В 1646 году он приказал возвести Пелуриньо, символ королевской власти и справедливости. Через два года деревня стала деревней под названием Вила-де-Носса-Сеньора-ду-Росиу-де-Паранагуа. Испанские Фелипе умирают, португальцы возвращают себе корону, и примерно в 1648 году faiscadores входят в залив, добывая золото и набивая ослов дома Жуана IV.
В 1660 г. он стал капитаном, а 5 февраля 1842 г. стал городом.
Когда была создана провинция Парана, было также создано Капитанство портов Парана, которое начало действовать 13 февраля 1854 г. Поразительным фактом для Паранагуа стал визит Д. Педро II в 1880 г. для закладки каменная фундаментная часть здания вокзала.
Железная дорога была построена так быстро, что была открыта 2 февраля 1885 года и до сих пор является предметом гордости отечественной инженерной мысли.
В 1935 году Паранагуа получил порт Дом Педро II, который изменил экономический профиль региона, став вторым по величине по объему экспорта и первым в Латинской Америке по перевозке зерна. Знакомство с Паранагуа означает увидеть свидетельство нашей истории на стенах колониальных домов.

## Статистика
- Валовой внутренний продукт на 2005 год составляет 3 970 088 mil реалов (данные: Бразильский институт географии и статистики).
- Валовой внутренний продукт на душу населения на 2005 год составляет 27 418 mil реалов (данные: Бразильский институт географии и статистики).
- Индекс развития человеческого потенциала на 2000 год составляет 0,782 (данные: Программа развития ООН).

## География
Климат местности: субтропический. В соответствии с классификацией Кёппена, климат относится к категории Cfa.